# Driving Lessons – Mit Vollgas ins Leben
Driving Lessons – Mit Vollgas ins Leben (englisch Driving Lessons ‚Fahrstunden‘) ist eine britische Filmkomödie. Uraufgeführt wurde er am 30. April 2006 auf dem Tribeca Film Festival. Das ZDF hat den Film mehrfach unter dem Titel Unterwegs mit Evie ausgestrahlt.

## Handlung
Der schüchterne 17-jährige Ben Marshall versucht seiner dominanten Mutter Laura zu entkommen. Seine Mutter ist es auch gewesen, die darauf bestanden hat, ihn auf die Fahrprüfung vorzubereiten, was ihr aber so schlecht gelungen ist, dass Ben beim ersten Versuch, die praktische Prüfung abzulegen, kläglich scheitert. Bens Vater Robert ist Pastor der anglikanischen Kirche. Es ist aber seine Mutter, die einen ungewöhnlichen missionarischen Eifer an den Tag legt. So nimmt sie einen verwirrten alten Herrn, Mr. Fincham, ins Haus auf. Um diesem Mann auch finanziell helfen zu können, lässt sie Ben einen Sommerjob annehmen. Ben findet in einer Zeitschrift seines Vaters eine Anzeige der älteren Schauspielerin Evie Walton. Durch die Bekanntschaft mit dieser Frau beginnt sich Ben langsam von der Mutter zu lösen. Bei diesem Versuch wird er vom Vater nicht unterstützt, der selbst mit einer Ehekrise zu kämpfen hat und sich lieber mit seinem Hobby Vogelkunde beschäftigt. Ben, der auch Gedichte schreibt, scheitert in dieser Zeit beim Versuch, sich der etwa gleichaltrigen Sarah aus der Pfarrei anzunähern.
Nach einiger Zeit bringt Evie Ben durch einen Trick dazu, sie nach Edinburgh zu begleiten, wo sie an einem Literaturfestival teilnehmen soll. Ben dürfte eigentlich gar nicht mitfahren, weil seine Mutter es ihm nicht erlaubt hat. Da Evie vorgibt, nicht fahren zu wollen, muss sich Ben ans Lenkrad setzen, obwohl er die Fahrprüfung noch nicht bestanden hat. Als Ben erfährt, dass Evie gar keinen Führerschein besitzt, ist es für eine Umkehr schon zu spät. So kann Ben sich doch, ohne Mutter, die nötigen Fahrkenntnisse aneignen.
In Edinburgh lernt Ben die junge Verlagsassistentin Bryony kennen, mit der er zunächst in die Diskothek und dann in ihre Wohnung geht. Als er am Tag darauf verspätet aufwacht, muss er feststellen, dass Evie schon auf der Bühne sein müsste. Dabei weiß er genau, dass sie ohne ihn kein Wort herausbringen wird. Evie hatte zuvor behauptet, dass sie todkrank sei. Daher organisiert Ben für sie schnell einen weiteren, letzten Auftritt; Evie lehnt ihn jedoch ab und gesteht, dass sie nicht todkrank sei.
So führt Ben sie nach Hause. Dort erwartet ihn schon seine Mutter, die ihm jeden weiteren Kontakt zu Evie verbietet, weil sie fürchtet, ihren Einfluss auf Ben zu verlieren. Ben muss wieder die Botengänge für seine Mutter aufnehmen und im Kindertheater, das seine Mutter in der Pfarrgemeinde mit einer Pfadfindergruppe organisiert, die Rolle eines Eukalyptusbaumes übernehmen. Ben verlässt die Bühne aber während des Stücks und fährt zu Evie, um sich für sein Fernbleiben zu entschuldigen. Darauf kehrt Ben in den Saal zurück und nimmt seine Rolle wieder auf. Während der Schlussszene stürmt aber Evie in den Saal und nimmt Ben unter Zustimmung der Zuschauerschaft mit. Ben nutzt die Gelegenheit, um sich öffentlich über die Bevormundung durch die Mutter zu beklagen, und nennt als Beispiel, dass die Übungsfahrten mit ihr nur dazu dienten, sie zu ihrem Geliebten – dem Priester Peter, der viele Aktionen der Mutter, etwa die Aufführung, unterstützt hat – zu bringen.
Vor dem Gebäude will Laura ihren Sohn noch einmal zum Bleiben überreden. Da kommt aber der verwirrte Hausgast der Familie Marshall mit Lauras Auto und in ihre Kleider gehüllt und fährt Laura an. Laura wird darauf ins Krankenhaus eingeliefert, wo Bens Eltern beschließen sich zu trennen, seine Mutter verlässt das Haus, um mit dem vom Bischof gefeuerten Peter zu leben.
Ben zieht daraufhin vorübergehend in den Garten, wo er ein Zelt aufstellt, und nimmt eine Arbeit in einem Buchladen an. In einer Mittagspause besucht er Evie und erzählt ihr, dass er in Edinburgh Literatur studieren will.

## Entstehung und Veröffentlichung
Rupert Grint war während der Dreharbeiten 16 Jahre alt. Da in England das Autofahren aber erst ab 17 erlaubt ist, durften Ruperts Fahrszenen nur auf privaten Straßen gedreht werden. Grint spielt in den Harry-Potter-Filmen die Rolle des Ron Weasley zusammen mit Julie Walters, welche dort seine Mutter Molly Weasley spielte. Der Film konnte weltweit rund 1,3 Millionen US-Dollar einspielen.

## Kritiken
Driving Lessons erhielt ein verhaltenes Presseecho, was sich auch in den Auswertungen US-amerikanischer Aggregatoren widerspiegelt. So erfasst Rotten Tomatoes ähnlich viele wohlwollende wie kritische Besprechungen und ordnet den Film dementsprechend als „Gammelig“ ein. Laut Metacritic fallen die Bewertungen im Mittel „Durchwachsen oder Durchschnittlich“ aus.

„Kaum die Reise wert.“

„Evie ist eine Figur auf der Suche nach einem Film, der stark genug ist sie auszuhalten – dieser ist es leider nicht.“